# Agressivité chez les animaux

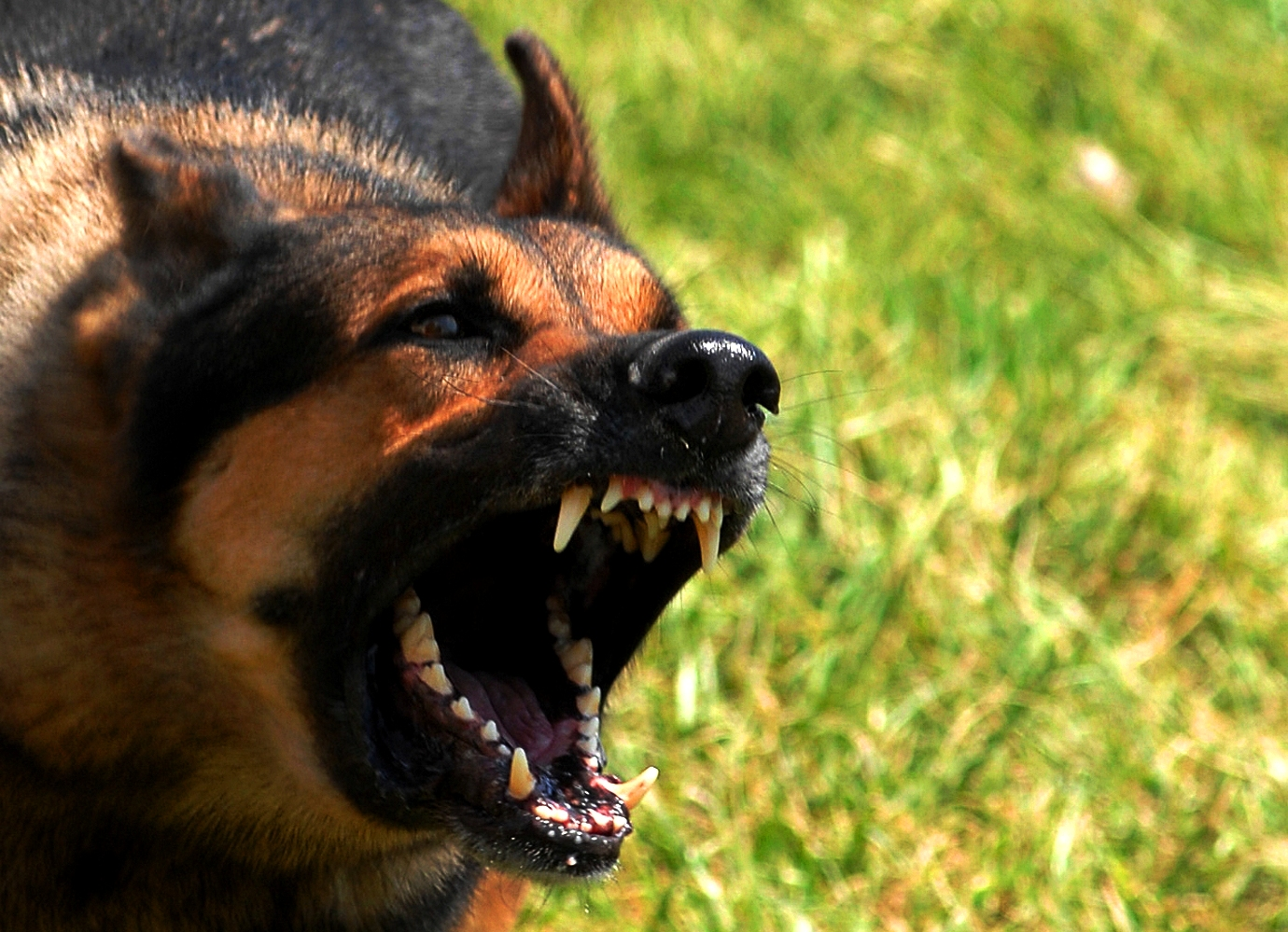
Un berger allemand agressif ou en colère.

Vous pouvez aider à l'améliorer ou bien discuter des problèmes sur sa page de discussion.
- Il ne cite pas suffisamment ses sources. Vous pouvez indiquer les passages à sourcer avec {{référence nécessaire}} ou {{Référence souhaitée}}, et inclure les références utiles en les liant aux notes de bas de page. (Marqué depuis octobre 2015)
- Il n’est pas rédigé dans un style encyclopédique. (Marqué depuis mai 2016)

- Archive Wikiwix
- Bing
- Cairn
- DuckDuckGo
- E. Universalis
- Gallica
- Google
- G. Books
- G. News
- G. Scholar
- Persée
- Qwant
- (zh) Baidu
- (ru) Yandex
- (wd) trouver des œuvres sur Wikidata

Cet article traite de l'agressivité chez les animaux en mettant l'accent sur l'agressivité chez quelques animaux domestiques communs.
L'agressivité peut-être synonyme de survie dans la nature, elle fait partie du répertoire comportemental normal de toutes les espèces sociales ou non, de la bactérie à la baleine. Elle est un régulateur social dans bien des espèces, passage obligé de la résolution des conflits. L'homme civilisé a tendance a diaboliser l'agressivité alors que le sujet est bien plus de la canaliser dans des exutoires sains et productifs.

## Caractérisation

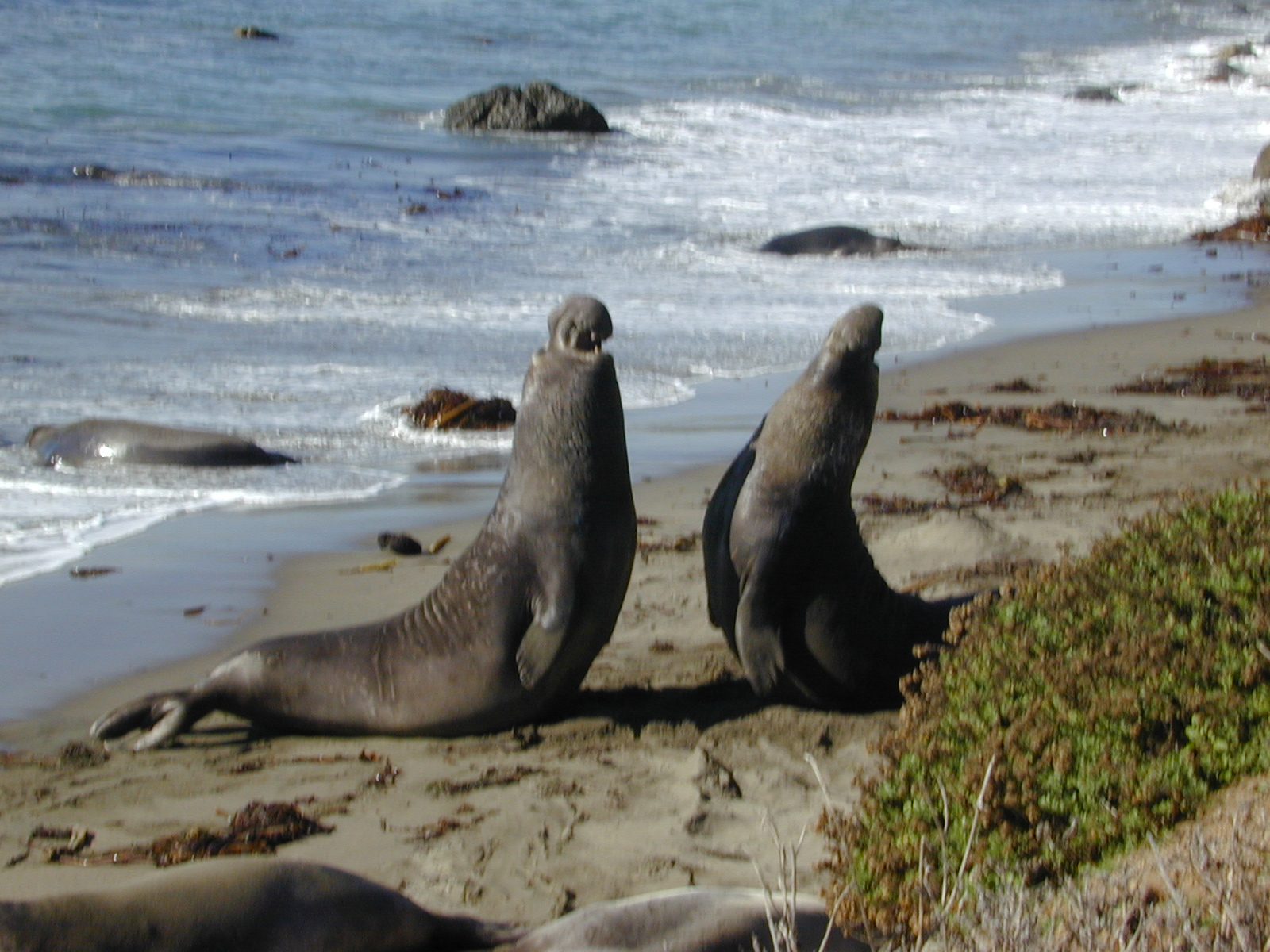
Combat d'éléphants de mer mâles.

L'agressivité chez les animaux peut être classée en quatre classes suivant leur causes :
- L'agressivité par irritation : il s'agit d'une réaction à une douleur répétitive ou à un comportement provoquant la colère. L'agression est prévisible, l'animal prévient par tous les signaux d'alarmes et de menaces de son espèce avant de passer à l'agression proprement dite : morsure, griffures, coups… plus ou moins sévères et immédiats en fonction de l'ancienneté et de la répétition de l'agression. L'agression est de courte durée et peut être maintenue après une instrumentalisation plus ou moins poussée de l'agression.
- L'agressivité par peur : elle est rapide, violente et s'arrête immédiatement au retrait de la cause de la peur.
- L'agressivité hiérarchique : elle est parfois difficile à distinguer de l'agressivité par irritation. Elle s'en distingue essentiellement dans son contexte : la remise en question de prérogative hiérarchique. Elle peut être à l'initiative de l'un ou de l'autre protagoniste mais c'est toujours dans le but de contrôler un symbole de leur position hiérarchique : accès à une ressource qu'elle soit nourriture, eau ou sociale (lieu, ami, conjoint). L'agressivité territoriale est un cas particulier de celle-ci : si l'on oublie que les protagonistes ne font pas partie de la même hiérarchie, il y a quand même lutte pour le contrôle de la ressource territoire entre un « titulaire » et un « prétendant ». La lutte entre individus du même sexe pour le contrôle d'un partenaire sexuel en fait partie aussi.
- L'agressivité de prédation : la plus sauvage de toute. Elle est plus ou moins organisée mais systématiquement optimisée par l'expérience dans le seul but d'immobiliser et de consommer sa proie. Elle est primordiale chez le prédateur car sans elle, point de vie. Elle est absente chez les espèces prédatées (proies) comme le cheval.

Chaque espèce a son propre registre de signaux et d'agression proprement dite. Il existe pour certaines d'entre elles une typologie permettant une caractérisation, comme pour le chien : type 1 grognements ; type 2 grognements puis morsure ; type 3 morsure directe et plus violente.
L'agressivité, lorsque répétée souvent dans le temps, finit toujours par s'instrumentaliser. La séquence d'agression étant alors beaucoup plus courte et l'attaque plus violente. Par exemple, une agression instrumentalisée de chien par irritation autour de la gamelle pourra être immédiate et violente, alors qu'avant l'instrumentalisation (la répétition de l'acte), elle était précédée de grondements et grognements répétés avant une attaque brève et non appuyée.
Il existe aussi une agressivité sociale : lutte entre clans ou hardes faisant intervenir plusieurs individus de factions différentes pour le contrôle d'un territoire. Par exemple, chez les suricates.

## Réglementation

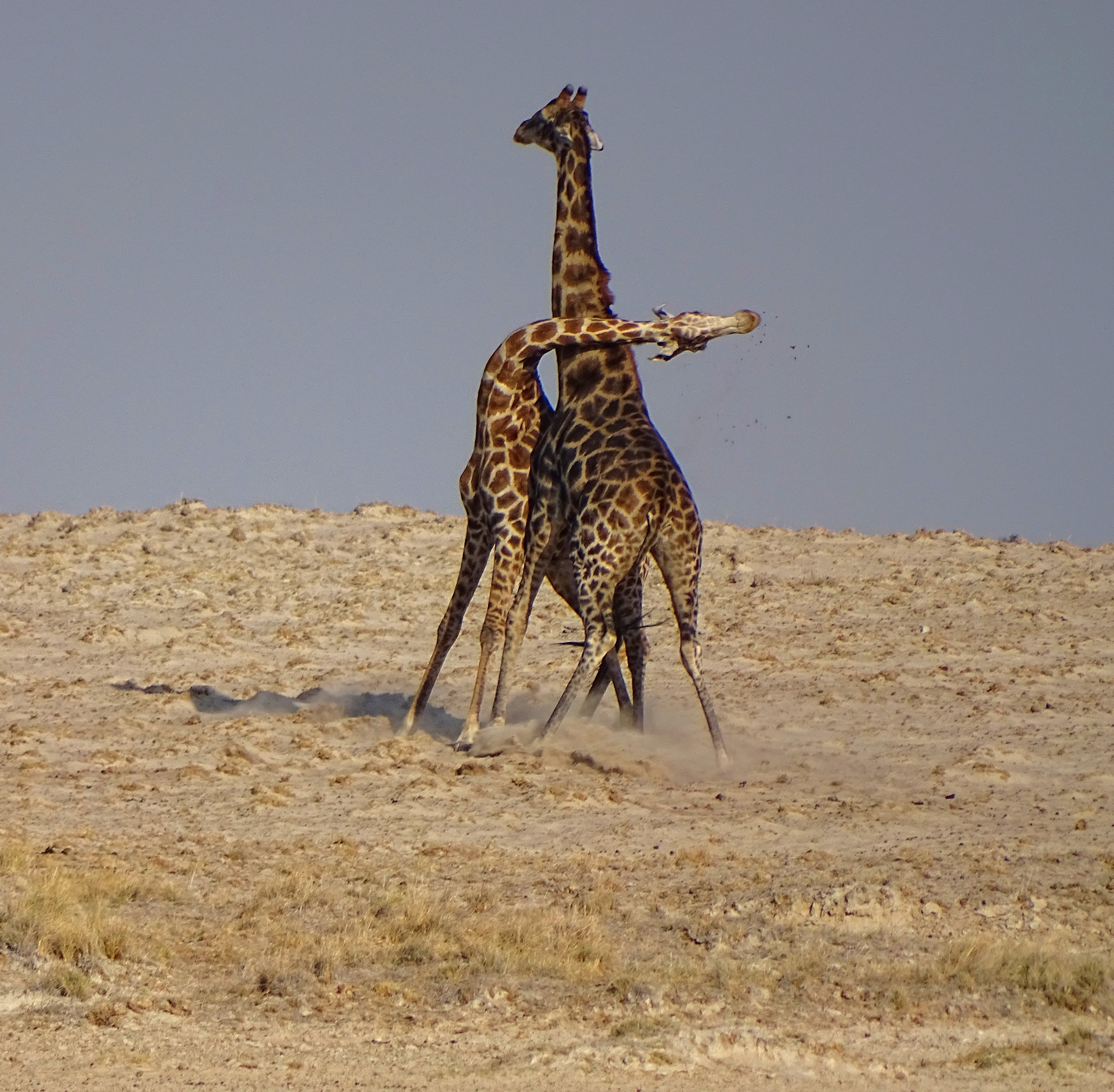
Combat de cou entre girafes mâles.

L'agressivité des animaux domestiques s'inscrit dans plusieurs lois françaises.
- Tout animal ayant mordu ou griffé une personne doit être soumis à une surveillance vétérinaire[1]. Cette surveillance consiste en trois examens généraux à une semaine d'intervalle visant à déterminer si l'animal est indemne de maladie transmissible, notamment la rage. La procédure comprend une information de la préfecture. Le premier examen doit avoir lieu dans les 48 heures suivant l'agression. Notons qu'environ 20 000 déclarations sont enregistrées chaque année contre 500 000 morsures estimées par les statistiques des assurances.
- La loi relative aux animaux errants et dangereux donne beaucoup de pouvoir au maire et au préfet[2] :

Le maire gère l'attribution de permis de détention des chiens catégorisés et peut prendre toutes mesures nécessaires à la gestion d'un animal dangereux. Il peut notamment en cas de danger grave et immédiat procéder à l'abattage de l'animal impliqué. Cependant, cette décision est soumise à une procédure peu contraignante mais existante.
- L'animal est considéré comme le prolongement de son gardien dans l'exercice de sa responsabilité civile. En clair, le gardien de l'animal (et non son propriétaire) est responsable de tout sinistre causé par l'animal qu'il a en sa garde. Une décharge de responsabilité signée par le propriétaire est souvent considérée comme nulle par la justice. D'où l'importance de la décision d'accepter la garde d'un animal. Il existe un cas particulier ou il y a transfert de responsabilité : lorsqu'un professionnel intervient sur l'animal. Dans ce cas, le professionnel devient pendant toute la durée de l'intervention responsable civilement de l'animal à la seule exception près où le gardien qui a amené l'animal a sciemment caché une information importante. En clair : si l'animal mord son propriétaire en consultation chez le vétérinaire, c'est la responsabilité de celui-ci qui est engagée. Si le vétérinaire a posé la question : « votre animal a-t-il déjà mordu ? » et que le propriétaire a menti en répondant : « non », la responsabilité de la morsure en revient au propriétaire. Ceci est transposable, par exemple, au cheval en leçon chez un moniteur, au chien chez l'éducateur… Le professionnel avisé doit donc être très attentif et prendre les mesures appropriées en cas de doute.

## Quelques cas d'espèces
Dans cette section sera développée l'expression de l'agressivité de certaines espèces et leur implication pratique dans la vie courante. Si la polémique sur les chiens dangereux semble s'être calmée, le problème de l'agressivité animale a une importance certaine. Les troubles comportementaux seraient la première cause d'abandon des chiens et chats et l'agressivité en fait partie. L'équitation de loisir souffre aussi de ce problème, nombreux sont les chevaux revendus pour cause de mésentente plus ou moins teintée d'agressivité du cheval.

### Le chien

#### Importance
Les morsures de chiens ont été rendues tristement célèbres par les journalistes montant en épingle quelques rares cas dramatiques. C'est cependant un réel problème vu le nombre de chiens domestiques et l'urbanisation croissante. Le chien vit malheureusement trop souvent dans des conditions peu conformes à ses besoins et on observe une modification dans les comportements des propriétaires : le chien autrefois utilitaire est désormais considéré comme un membre à part entière de la famille, ce qui s'accompagne parfois de contraintes mal interprétées par le chien (câlins avec le chien prisonnier dans les bras, soulevé du sol ou chien dérangé dans son lieu de repos par exemple). Cette évolution s'accompagne parfois d'agressivité qui peut-être niée ou non détectée par les propriétaires. Cela peut parfois se terminer mal (par exemple : morsure au visage). Les statistiques des assurances parlent de 500 000 morsures de chien par an en France, dont 60 000 hospitalisations. Ces statistiques peu fiables devaient être étudiées par la création d'un observatoire des morsures mais malheureusement, économie oblige, cette partie de la loi a été abrogée.

#### Pédagogie de la prévention
La plupart des morsures sont prévisibles par un œil averti. Les chiens réellement dangereux sont rares et souvent rapidement neutralisés. La majorité des accidents ont lieu chez soi ou chez une connaissance avec un chien connu.
Au Canada, pays où la prévention semble très développée, certaines statistiques intéressantes sur les morsures expliquent bien la nature de ces accidents et les précautions importantes à prendre.
En France, il y a quelques ateliers tournant en milieu scolaire sensibilisant enfants et maîtres au problème.

### Les espèces non domestiques
Dans cette rubrique sera traitée l'agressivité chez l'animal sauvage en captivité ou en liberté. C'est un vaste sujet qui mériterait un livre la détaillant espèce par espèce. Néanmoins on peut se risquer à quelques généralisations.
1. Les espèces familières en Europe :

- Les petits mammifères en dessous du kilogramme (souris, rat, loirs,chauve-souris, écureuils, hérissons, marmottes et même lapin ou lièvre qui sont un peu plus lourds) causent peu de problèmes. Leur régime alimentaire et leur mode de vie les conduisent à une cohabitation parfois étroite mais pacifique. En dehors de rares cas de morsure lors de capture parfois lorsqu'ils sont blessés, ils ne sont pas de nature agressive. Toutefois il faut se méfier de ces morsures qui peuvent entraîner la transmission de maladies telle la rage (chauve-souris), la salmonellose (souris, rats) ou même quelques parasites telles les puces (hérisson)
- Les grands mammifères herbivores (chevreuil, cerf, daim) sont d'un naturel pacifique et fuient l'homme. Les rares cas d'agressivité sont des agressivités par peur et n'ont lieu que si la fuite est impossible. La bonne attitude est donc de leur ménager une large porte de sortie. Si l'animal est blessé, le danger est double : affaibli, l'animal se laisse approcher et donne une fausse idée de tranquillité ; s'il lui en reste la force, il déclenchera son attaque quand il sera sûr de son coup. Il vaut mieux donc laisser faire les professionnels.